# Archiwum Diecezjalne Płockie
Archiwum Diecezjalne Płockie (łac. Archivum diœcesanum Plociæ) – instytucja Kurii Diecezjalnej Płockiej, gromadząca, przechowująca i udostępniająca archiwalia wytworzone w kancelariach kościelnych diecezji płockiej.

## Historia
Archiwum Diecezjalne jest formalną i rzeczywistą kontynuacją archiwum kapituły katedralnej płockiej, przechowującego do 1922 roku nie tylko dokumentację własną, ale także najdawniejsze zachowane archiwa diecezji począwszy od jej powstania. Również erygowana w 1448 roku przez bp. Pawła Giżyckiego kapituła pułtuska miała swoje archiwum. Oddzielnie, przynajmniej od 1499 roku, przechowywano dokumentację działalności biskupów, najpierw jako archiwa oficjalatów (płockiego i pułtuskiego), potem jako archiwa konsystorzy (płockiego i pułtuskiego), w końcu jako archiwum kurii diecezjalnej.
Archiwum Diecezjalne w obecnej formie zostało erygowane 5 XII 1922 roku przez bp. bł. Antoniego J. Nowowiejskiego, a jego pierwszym został mianowany ks. Władysław T. Mąkowski, liturgista, historyk i działacz społeczny. Archiwum powstało ze scalenia różnych, oddzielnych dotychczas, zespołów: archiwum kapituły katedralnej płockiej, archiwum kapituły pułtuskiej, archiwum konsystorza płockiego, archiwum konsystorza pułtuskiego, archiwum Kurii Diecezjalnej Płockiej oraz archiwów seminariów pułtuskiego i płockiego. Połączone zespoły przeniesiono w 1926 roku do nowo wybudowanego gmachu na terenie seminarium duchownego. Z czasem zasób powiększono o zbiór ksiąg metrykalnych sprowadzanych z parafii diecezji.
Zimą i wiosną 1940 roku, podczas okupacji niemieckiej zbiory Archiwum wraz ze zbiorami biblioteki seminaryjnej zostały zrabowane i wywiezione do Królewca. Latem 1945 roku prawie nieuszkodzone zbiory zostały dzięki wysiłkom ks. Romualda Zawistowskiego, ks. Jakuba Wójcickiego i ks. Mieczysława Żywczyńskiego odnalezione, sprowadzone do Płocka, gdzie do dziś są przechowywane i udostępniane.

## Zasób
W zasobach Archiwum znalazły miejsce zachowane dokumenty wytworzone przez kancelarie biskupów płockich (1448-1945), kapitułę katedralną płocką (1438-1893) i kapitułę pułtuską (1482-1902). Archiwum zawiera też fragmenty dokumentów seminariów duchownych płockiego i pułtuskiego oraz klasztorów znajdujących się na terenie diecezji przed 28 X 1925 (min. Czerwińska nad Wisłą, Płocka, Skępego, Trutowa).
W zbiorach Archiwum przechowywane są wreszcie księgi metrykalne z 228 parafii diecezji płockiej w granicach z 28 X 1925 roku oraz kilkunastu z okresu poprzedzającego tamtą zmianę. Oddzielnym zespołem jest zbiór pergaminowych dyplomów z różnych kancelarii (XIII-XX w.).